# Equació integral del camp elèctric

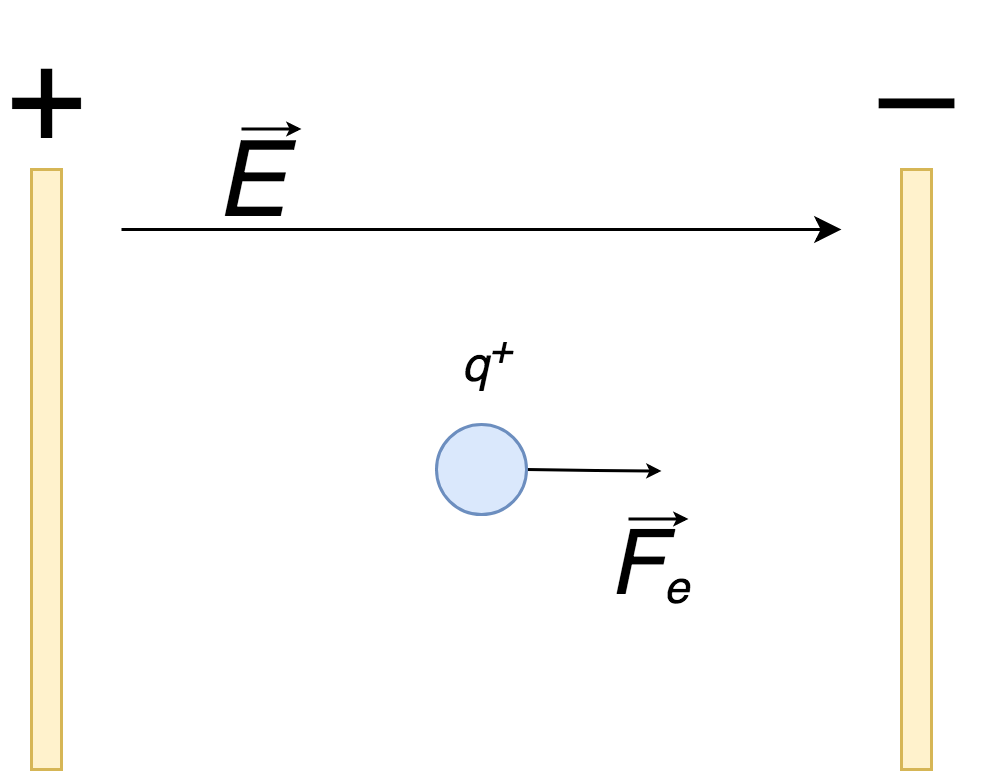
Força d'un camp elèctric sobre una càrrega positiva

L'equació integral del camp elèctric és una relació que permet calcular un camp elèctric (E) generat per una distribució de corrent elèctric (J)
L'equació integral del camp elèctric (EFIE) és una equació fonamental en electromagnetisme computacional, utilitzada per resoldre problemes de dispersió i radiació que impliquen cossos perfectament conductors (PEC). Es deriva de les equacions de Maxwell i imposa la condició de contorn que la component tangencial del camp elèctric total s'anul·li a la superfície d'un objecte PEC.
L'equació integral del camp elèctric (EFIE) és una equació clau en electromagnetisme computacional que s'utilitza per modelar la dispersió i la radiació d'ones electromagnètiques d'objectes perfectament conductors. Es deriva de les equacions de Maxwell i imposa la condició de contorn que el camp elèctric tangencial sobre un conductor perfecte ha de ser zero.
L'EFIE és una eina potent per modelar la dispersió electromagnètica i la radiació d'estructures conductores. Transforma les equacions de Maxwell en una forma integral, que després es resol numèricament mitjançant MoM. Tot i que és altament precís, presenta reptes computacionals (matrius denses, problemes de baixa freqüència) que requereixen tècniques especialitzades per a una solució eficient.

Una distribució de corrent que irradia un camp elèctric. Un sistema electromagnètic que consisteix en una distribució de corrent J1 que irradia un camp elèctric E1 en presència de matèria lineal.

## Derivació
Quan es consideren totes les quantitats del domini de freqüència, una dependència del temps {\displaystyle e^{jwt}} que es suprimeix en tot moment.
Començant amb les equacions de Maxwell que relacionen el camp elèctric i el camp magnètic, i assumint un medi lineal i homogeni amb permeabilitat {\displaystyle \mu } i permitivitat {\displaystyle \varepsilon \,}:
{\displaystyle {\begin{aligned}\nabla \times \mathbf {E} &=-j\omega \mu \mathbf {H} \\[1ex]\nabla \times \mathbf {H} &=j\omega \varepsilon \mathbf {E} +\mathbf {J} \end{aligned}}}Seguint la tercera equació que implica la divergència de H
{\displaystyle \nabla \cdot \mathbf {H} =0\,} per càlcul vectorial podem escriure qualsevol vector sense divergència com el bucle d'un altre vector, per tant {\displaystyle \nabla \times \mathbf {A} =\mathbf {H} } on A s'anomena potencial vectorial magnètic. Substituint això a l'anterior obtenim {\displaystyle \nabla \times (\mathbf {E} +j\omega \mu \mathbf {A} )=0} i qualsevol vector sense rínxols es pot escriure com el gradient d'un escalar, per tant {\displaystyle \mathbf {E} +j\omega \mu \mathbf {A} =-\nabla \Phi } on {\displaystyle \Phi } és el potencial escalar elèctric. Aquestes relacions ara ens permeten escriure {\displaystyle \nabla \times \nabla \times \mathbf {A} -k^{2}\mathbf {A} =\mathbf {J} -j\omega \varepsilon \nabla \Phi } on {\displaystyle k=\omega {\sqrt {\mu \varepsilon }}}, que es pot reescriure mitjançant la identitat vectorial com a {\displaystyle \nabla (\nabla \cdot \mathbf {A} )-\nabla ^{2}\mathbf {A} -k^{2}\mathbf {A} =\mathbf {J} -j\omega \varepsilon \nabla \Phi }Com que només hem especificat el bucle d' A, som lliures de definir la divergència i triar el següent:
{\displaystyle \nabla \cdot \mathbf {A} =-j\omega \varepsilon \Phi \,} que s'anomena condició de gauge de Lorenz. L'expressió anterior per A ara es redueix a {\displaystyle \nabla ^{2}\mathbf {A} +k^{2}\mathbf {A} =-\mathbf {J} \,} que és l'equació vectorial de Helmholtz. La solució d'aquesta equació per a A és {\displaystyle \mathbf {A} (\mathbf {r} )={\frac {1}{4\pi }}\int \mathbf {J} (\mathbf {r} ^{\prime })\ G(\mathbf {r} ,\mathbf {r} ^{\prime })\,d\mathbf {r} ^{\prime }} on {\displaystyle G(\mathbf {r} ,\mathbf {r} ^{\prime })} és la funció de Green homogènia tridimensional donada per {\displaystyle G(\mathbf {r} ,\mathbf {r} ^{\prime })={\frac {e^{-jk\left|\mathbf {r} -\mathbf {r} ^{\prime }\right|}}{\left|\mathbf {r} -\mathbf {r} ^{\prime }\right|}}}Ara podem escriure el que s'anomena l'equació integral del camp elèctric (EFIE), relacionant el camp elèctric E amb el potencial vectorial A
{\displaystyle \mathbf {E} =-j\omega \mu \mathbf {A} +{\frac {1}{j\omega \varepsilon }}\nabla (\nabla \cdot \mathbf {A} )\,}Podem representar l'EFIE en forma diàdica com a
{\displaystyle \mathbf {E} =-j\omega \mu \int _{V}d\mathbf {r} ^{\prime }\mathbf {G} (\mathbf {r} ,\mathbf {r} ^{\prime })\cdot \mathbf {J} (\mathbf {r} ^{\prime })\,} on {\displaystyle \mathbf {G} (\mathbf {r} ,\mathbf {r} ^{\prime })\,} aquí tenim la funció de Green homogènia diàdica donada per {\displaystyle \mathbf {G} (\mathbf {r} ,\mathbf {r} ^{\prime })={\frac {1}{4\pi }}\left[\mathbf {I} +{\frac {\nabla \nabla }{k^{2}}}\right]G(\mathbf {r} ,\mathbf {r} ^{\prime })}

## Interpretació
L'EFIE descriu un camp radiat E donat un conjunt de fonts J, i com a tal és l'equació fonamental utilitzada en l'anàlisi i el disseny d'antenes. És una relació molt general que es pot utilitzar per calcular el camp radiat de qualsevol tipus d'antena un cop coneguda la distribució del corrent. L'aspecte més important de l'EFIE és que ens permet resoldre el problema de la radiació/dispersió en una regió no limitada, o una el límit de la qual es troba a l'infinit. Per a superfícies tancades, és possible utilitzar l'equació integral de camp magnètic o l'equació integral de camp combinada, les quals donen com a resultat un conjunt d'equacions amb un nombre de condició millorat en comparació amb l'EFIE. No obstant això, l'MFIE i el CFIE encara poden contenir ressonàncies.
En problemes de dispersió, és convenient determinar un camp dispers desconegut {\displaystyle E_{s}} que es deu a un camp d'incidents conegut {\displaystyle E_{i}}. Malauradament, l'EFIE relaciona el camp dispers amb J, no amb el camp incident, per la qual cosa no sabem què és J Aquest tipus de problema es pot resoldre imposant les condicions de contorn al camp incident i al camp dispers, cosa que permet escriure l'EFIE en termes de {\displaystyle E_{i}} i J sol. Un cop fet això, l'equació integral es pot resoldre mitjançant una tècnica numèrica adequada a les equacions integrals, com ara el mètode dels moments.